# 2015 RX245

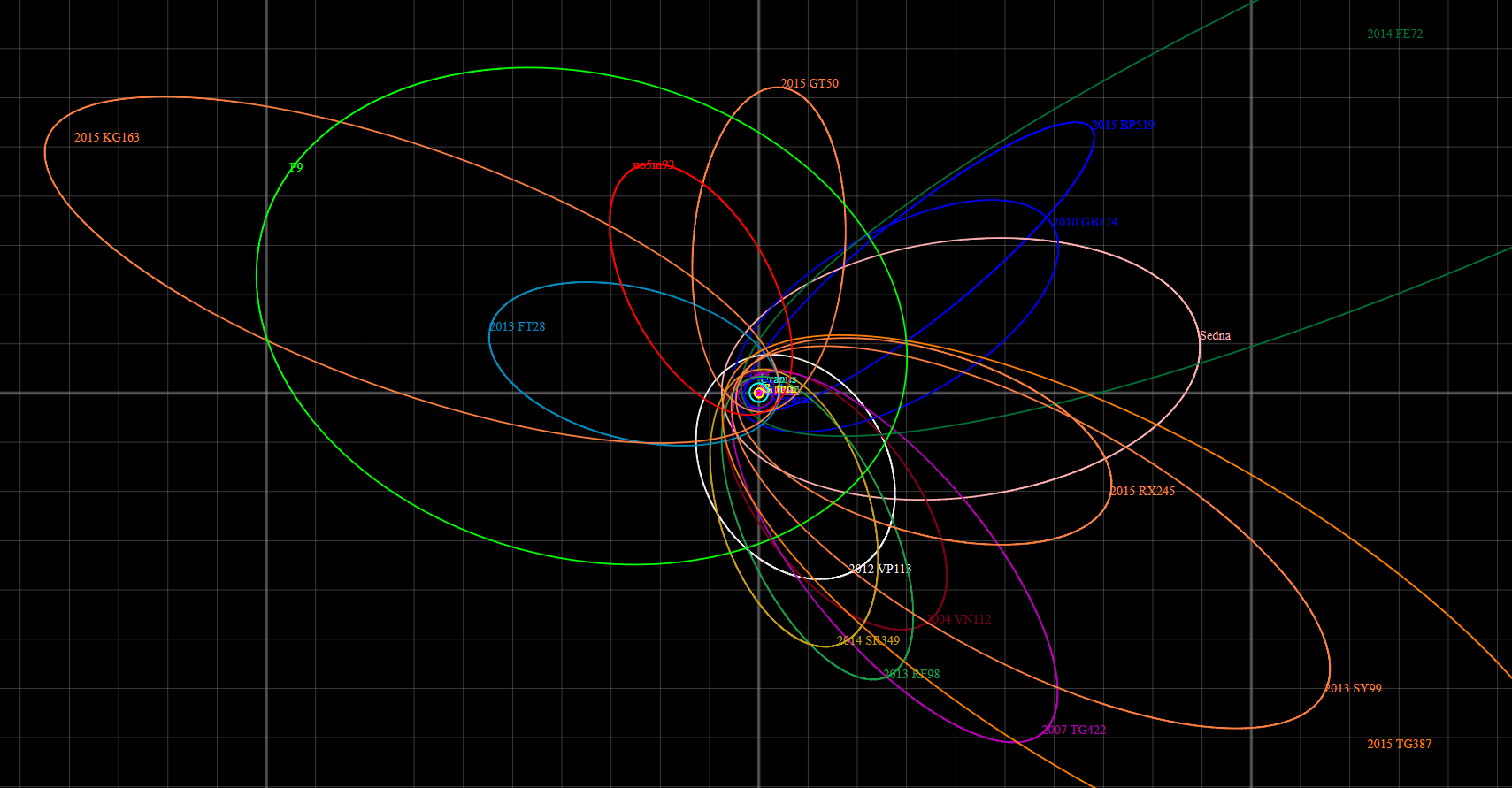
Quỹ đạo của 2015 RX245

2015 RX245 là một thiên thể ngoài Hải Vương tinh. Nó có đường kính khoảng 250 km và có khả năng là một hành tinh lùn. Nó được khám phá tại Mauna Kea, Hawaii, Mỹ.